# Robert (Bischof)
Robert († 1159) war ein anglo-schottischer Ordensgeistlicher. Ab 1124 war er Bischof von St Andrews. Aufgrund seines Widerstandes gegen die Vormachtstellung der Erzbischöfe von York und der Gründung des Augustinerstiftes in St Andrews gehört er zu den bekannteren mittelalterlichen Bischöfen des Bistums, wobei er nur ein mäßig bemühter Seelsorger war.

## Herkunft und Aufstieg zum Prior von Scone
Die genaue Herkunft von Robert ist unbekannt. Er wurde vermutlich in England geboren, stammte aber vielleicht aus einer anglonormannischen Familie. Er war Kanoniker im Augustinerstift Nostell in Yorkshire, als ihn der schottische König Alexander I. vermutlich um 1120 nach Schottland holte und ihn zum Prior des neu gegründeten Priorats von Scone ernannte. 

## Bischof von St Andrews

### Ernennung und Weihe zum Bischof
1124 benannte ihn der König zum Kandidaten für das Amt des Bischofs des Bistums St Andrews, worauf Robert zum neuen Bischof gewählt wurde. Nach seiner Wahl bat er Erzbischof Thurstan von York um Erlaubnis, nach Rom zu reisen, um sich dort zum Bischof weihen zu lassen. Diese Bitte schlug ihm der Erzbischof ab, da die Erzbischöfe von York selber das Amt eines Metropoliten und damit die Oberhoheit über die schottischen Bistümer beanspruchten. Vermutlich auf Antrag des Erzbischofs kam Johannes de Crema 1125 als päpstlicher Legat nach Roxburgh. Er sollte Streit zwischen den schottischen Bischöfen und dem Erzbischof um den geistlichen Gehorsam untersuchen. Es gelang dem Legaten aber nicht, die Bischöfe zu einem Konzil zusammen zurufen, so dass er den Konflikt nicht lösen konnte. Der neue schottische König David I. wollte erreichen, dass der Bischof von St Andrews zum Metropoliten für Schottland erhoben wird. Dies führte zu einem Kompromiss, den er Weihnachten 1126 mit dem englischen König Heinrich I. schloss. Dieser Kompromiss sah vor, dass Erzbischof Thurstan Robert zum Bischof weihen sollte, ohne dass Robert ihm ausdrücklich Gehorsam geloben musste. Die Erzbischöfe von York sollten auch nicht den Vorrang haben, zukünftige Bischöfe von St Andrews zu weihen. Im Gegenzug gab der schottische König seine Pläne, St Andrews zum Erzbistum zu erheben, offenbar auf. Um den 17. Juli 1127 fand schließlich die Weihe von Robert durch Erzbischof Thurstan statt.

### Stellung unter den schottischen Bischöfen
Obwohl Robert Bischof des größten schottischen Bistums war und sich auf seinem Siegel als Episcopus Scottorum bezeichnete, trat er kaum als Führer der schottischen Bischöfe auf. Diese Rolle übernahm stattdessen Bischof John von Glasgow, der 1125 nach Rom gereist war. In der Folge wurden mehrere Schreiben der Päpste an die schottischen Bischöfe an John und nicht an Robert adressiert. Ob Robert sich 1125 und 1138 mit päpstlichen Legaten traf, die nach Schottland gesandt worden waren, ist nicht überliefert. 1151 beanspruchte Erzbischof Henry Murdac von York erneut die geistliche Oberhoheit in Schottland. Papst Eugen III. sandte nun einen päpstlichen Legaten nach Irland, der zunächst im nordenglischen Northumbria an Land ging. Northumbria stand zu dieser Zeit unter der Herrschaft von Earl Henry, einem Sohn des schottischen Königs. Der Legat versprach dem schottischen König, sich beim Papst für eine Erhebung von St Andrews zum Erzbistum einzusetzen. Dies erfolgte aber nicht, stattdessen drängte Papst Hadrian IV. die schottischen Bischöfe ebenso erfolglos, dem Erzbischof von York Gehorsam zu geloben.

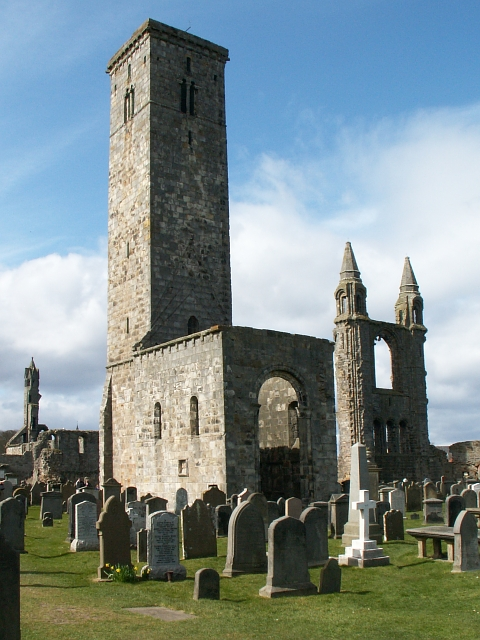
Die Ruine der St Rule's Kirk, die während der Amtszeit von Robert als Kathedrale diente und in der er nach seinem Tod beigesetzt wurde

### Tätigkeit in St Andrews
Anstatt sich politisch oder auch kirchenpolitisch zu betätigen, kümmerte sich Robert vor allem um sein Bistum. Auch als die schottischen Könige mehrere Klöster auf dem Gebiet seines Bistums gründeten, verhielt er sich eher passiv. Alexander I. hatte dem Bistum entfremdete Ländereien zurückgegeben, die er wohl zur Gründung eines neuen Klosters stiften wollte. Nach seinem Tod wurde das Projekt aber nicht weiter verfolgt. Die kleine St Rule's Kirk, die als Kathedrale von St Andrews diente, diente den traditionellen Culdeer als Kirche. Sie entsprach von ihrer Größe und Ausstattung nicht den Reliquien des Apostels Andreas und den anderen hochrangigen Reliquien, die sie beherbergte. David I. drängte Robert deshalb, mit dem Bau einer neuen Kathedrale zu beginnen. Nach dem Vorbild von Athelwold, der früher sein Prior in Nostell gewesen war und nun als Bischof von Carlisle dort ein Augustinerstift gegründet hatte, wollte Robert in St Andrews ebenfalls ein Stift gründen. Dieses wurde spätestens 1144, wahrscheinlich bereits 1140 gegründet. Nach langer Verzögerung teilte Robert 1144 den bischöflichen Besitz mit dem geplanten Augustinerstift. Athelwold sandte ihm Robert, einen Kanoniker aus Nostell, der zum Prior des neuen Stifts ernannt wurde. Die Culdeer widersetzten sich aber erfolgreich gegen Roberts Pläne, ihre Rechte und ihren Landbesitz mit dem neuen Augustinerstift zu vereinen. Weder der Bischof noch der König und selbst nicht der Papst konnten sie dazu bewegen, auf ihre Rechte zu verzichten. David I. hatte verfügt, dass die Einkünfte der Culdeer spätestens nach deren Tod auf das neue Stift übertragen werden sollten, was aber ignoriert wurde. Die Culdeer von St Andrews bestanden mindestens bis zum Ende des 13. Jahrhunderts weiter. Trotz des Widerstands der Culdeer setzte Robert aber Reformen nach dem Vorbild der römischen Kirche um und begann mit der Bildung eines Kathedralkapitels. Vor 1144 wurde ein Archidiakon für die Verwaltung des weitläufige Gebiet des Bistums ernannt. Bei Roberts Tod unterstand ihm ein Kanzler, dazu stand ein Verwalter der bischöflichen Besitzungen in seinem Dienst. 1147 verfügte Papst Eugen III., dass nach dem Tod von Bischof Robert der neue Bischof nicht durch die Culdeer, sondern durch die Kanoniker gewählt werden müsse. Mit Hilfe von König David I. konnte Robert zwischen 1144 und 1153 die Siedlung bei der Kathedrale zur Burgh erheben. Der König ernannte Mainard, einen ursprünglich aus Flandern stammenden Bürger aus Berwick, zum Provost des neuen Burgh. Mainard diente auch als königlicher Münzmeister.

### Förderung seiner Verwandten, letzte Jahre und Tod
Als Bischof förderte Robert vor allem in seinen späteren Jahren mehrere Verwandte. 1127 waren ein Bruder von Robert und die Brüder der Frau seines Bruders nach Schottland gekommen und wurden vom Bischof gefördert. Roberts Bruder erhielt Rechte in Tyninghame, und drei Neffen, die vermutlich Brüder waren und von denen einer Ritter und zwei Geistliche waren, lebten in St Andrews. Einer dieser beiden Geistlichen war vermutlich der spätere Bischof John the Scot. Matthew, ein Onkel von John the Scot, wurde um 1144 Archidiakon von St Andrews und war dazu mit Odo of Kinninmonth, dem Verwalter der bischöflichen Besitzungen verwandt. Aufgrund des Alters des Bischofs wurde zu seiner Entlastung vor 1152 ein weiterer Archidiakon ernannt. Aufgrund von Roberts Gebrechlichkeit wurde ihm 1156 erlaubt, nur noch auf ausdrückliche päpstliche Anordnung das Gebiet seines Bistums verlassen zu müssen. Er starb Anfang 1159 und wurde in der St Rule's Kirk in St Andrews beigesetzt.